# Fresne-l’Archevêque
Fresne-l’Archevêque ist eine Ortschaft und eine ehemalige französische Gemeinde mit 523 Einwohnern (Stand 1. Januar 2022) im Département Eure in der Region Normandie. Sie gehörte zum Arrondissement Les Andelys und zum Kanton Les Andelys. Die Einwohner werden Fréxinois genannt.
Mit Wirkung vom 1. Januar 2019 wurden die ehemaligen Gemeinden Boisemont, Corny und Fresne-l’Archevêque zur Commune nouvelle Frenelles-en-Vexin zusammengelegt und haben in der neuen Gemeinde den Status einer Commune déléguée. Der Verwaltungssitz befindet sich im Ort Boisemont.

## Geographie
Fresne-l’Archevêque liegt etwa 31 Kilometer südöstlich von Rouen.
Nachbarortschaften von Fresne-l’Archevêque sind Écouis im Norden und Osten, Corny im Osten, Les Andelys im Süden, Cuverville im Westen sowie Houville-en-Vexin im Nordwesten.

## Bevölkerungsentwicklung
| Jahr                      | 1962 | 1968 | 1975 | 1982 | 1990 | 1999 | 2006 | 2013 |
| Einwohner                 | 406  | 408  | 366  | 391  | 449  | 450  | 459  | 570  |
| Quelle: Cassini und INSEE |      |      |      |      |      |      |      |      |

## Sehenswürdigkeiten
- Kirche Saint-Martin, seit 1927 Monument historique

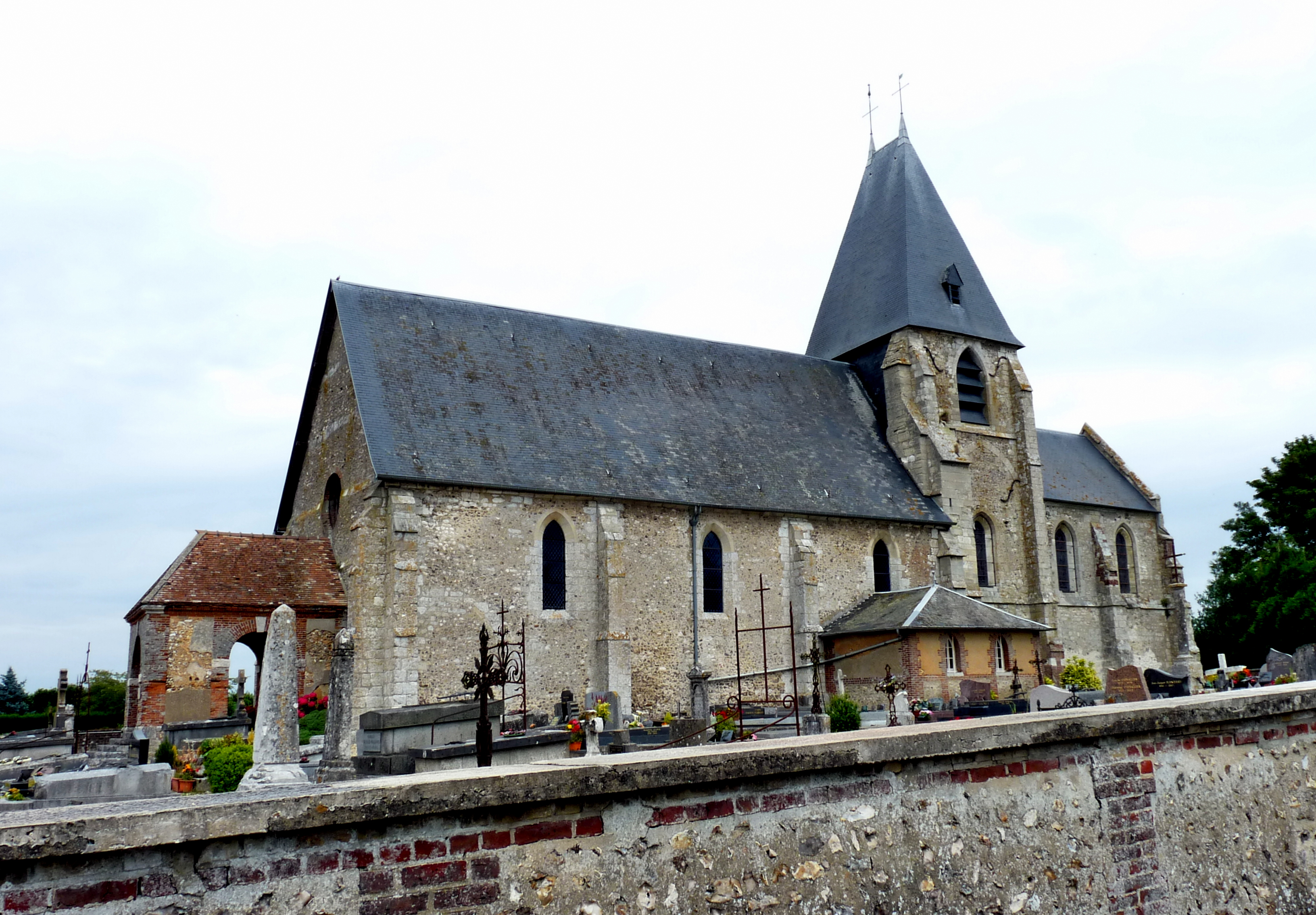
Kirche Saint-Martin